# Out (novela)
Out (アウト?) es una novela de misterio de la escritora japonesa Natsuo Kirino, publicada originalmente en la editorial Kōdansha el 15 de julio de 1997, y en la edición en español por la editorial Emecé el 12 de febrero de 2008. El libro ganó el premio escritores de misterio de Japón  (日本推理作家協会賞 Nihon Suiri Sakka Kyōkai Shō) a la mejor novela en 1998, y fue nominado a los Premios Edgar en 2004. La novela fue traducida al español por Albert Nolla.
Una adaptación cinematográfica con el mismo nombre fue dirigida por Hirayama Hideyuki en 2002.